# Rozwell Kid
Rozwell Kid, est un groupe américain de rock alternatif, originaire de Martinsburg, Virginie-Occidentale.

## Histoire
Rozwell Kid débute en 2011 avec la sortie d'un album intitulé The Rozwell Kid LP. En février 2013, Rozwell Kid sort son deuxième album intitulé Unmacho. En octobre 2013, Rozwell Kid sort un split avec Sleeping Bag intitulé Dreamboats.
En novembre 2014, Rozwell Kid sort son troisième album studio intitulé Too Shabby, qui comprend des solos de guitare approuvés par Lee Hartney du Smith Street Band,.
En mars 2015, Rozwell Kid sort un EP intitulé Good Graphics,. Le 23 juin 2015, Rozwell Kid sort un split avec The World Is a Beautiful Place and I Am No Longer Afraid to Die intitulé Fourteen Minute Mile,.
En juin 2017, Rozwell Kid publie un album intitulé Precious Art, leur premier album sur SideOneDummy. L'album reçoit des critiques positives de la part de nombreuses publications, avec une note moyenne de 80 sur Metacritic basée sur sept critiques,. L'album atteint ensuite la 13e place du Billboard Heatseekers Albums chart, ainsi que la 24e place du Vinyl Albums chart et la 39e place du Independent Albums chart.

## Discographie

### Albums studio
- 2011 : The Rozwell Kid LP (Broken World Media)
- 2013 : Unmacho (Broken World Media)
- 2014 : Too Shabby (Broken World Media)
- 2017 : Precious Art (SideOneDummy Records)

### EP et splits
- 2013 : Rozwell Kid/Sleeping Bag - Dreamboats (Jurassic Pop)
- 2014 : The World Is a Beautiful Place and I Am No Longer Afraid to Die/Rozwell Kid/Kittyhawk/Two Knights - Sundae Bloody Sundae (Skeletal Lightning)
- 2015 : Rozwell Kid/The World Is a Beautiful Place and I Am No Longer Afraid to Die - Fourteen Minute Mile (Broken World Media)
- 2015 : Good Graphics (Infinity Cat Recordings)
- 2020 : Rozwell Kid/Sleeping Bag - Dreamboats 2: A Real Chill Sequel